# 噪犀鳥屬
噪犀鳥屬是犀鳥目犀鸟科下的一個屬。本屬物種皆為分布于非洲的黑白色調犀鳥，目前下屬6個物種。

## 分類歷史
本屬為德國動物學家吉恩·路易斯·卡巴尼斯及費迪南德·海涅於1860年建立。其模式種根據當時單型即為噪犀鸟。其屬名來自古希臘語的（指「小號手」）。
本屬曾為黑盔犀鳥屬的亞屬之一，但現已被分拆為兩屬。而其中褐颊噪犀鸟、白腿噪犀鸟、黑白噪犀鸟、银颊噪犀鸟四個物種則被建議作為一個亞屬處理，是近期才分化的物種。

## 物種列表
本屬物種列表如下：
- 笛声噪犀鸟 Bycanistes fistulator (Cassin, 1850)
- 噪犀鸟 Bycanistes bucinator (Temminck, 1824)
- 褐颊噪犀鸟 Bycanistes cylindricus (Temminck, 1831)
- 白腿噪犀鸟 Bycanistes albotibialis (Cabanis & Reichenow, 1877)
- 黑白噪犀鸟 Bycanistes subcylindricus (Sclater, PL, 1871)
- 银颊噪犀鸟 Bycanistes brevis Friedmann, 1929

## 外部連結
- 维基共享资源上的相關多媒體資源：噪犀鳥屬
- 維基物種上的相關：噪犀鳥屬